# Dubai Duty Free Tennis Championships 2021
Die Dubai Duty Free Tennis Championships 2021 sind ein Tennisturnier der WTA Tour 2021 für Damen und ein Tennisturnier der ATP Tour 2021 für Herren in Dubai. Das Damenturnier der WTA findet vom 7. bis 13. März 2021, das Herrenturnier der ATP vom 15. bis 21. März statt.

## Herrenturnier
→ Qualifikation: Dubai Duty Free Tennis Championships 2021/Herren/Qualifikation

## Damenturnier
→ Qualifikation: Dubai Duty Free Tennis Championships 2021/Damen/Qualifikation